# Wyethia mollis
Espèce
Wyethia mollis est une espèce de plantes à fleurs du genre Wyethia et de la famille des Asteracées présente à l'ouest des États-Unis.

## Habitat
Wyethia mollis est présent à l'ouest des États-Unis dans les États de Californie, de l'Oregon et du Nevada.

## Description
Cette plante vivace possède des feuilles de couleur blanc-vert. Les fleurs sont de coloration blanche ou jaune. Sa taille peut atteindre 50 centimètres de haut.